# 小行星8978
小行星8978（8978 Barbatus）是一颗绕太阳运转的小行星，为主小行星带小行星。该小行星于1977年10月16日发现。

## 轨道参数
小行星8978的轨道半长轴为3.2200100 UA，离心率为0.100。
| 前一小行星： 小行星8977 | 小行星列表 | 後一小行星： 小行星8979 |